# Editora Expressão e Cultura
Editora Expressão e Cultura foi uma editora brasileira sediada no Rio de Janeiro. Teve atuação destacada nas décadas de 1960 e 1970. Ivan Junqueira atuou como supervisor editorial. e Lara de Lemos participou de seu conselho editorial. Mais cedo, a empresa passou a ser afetada pelos problemas no Grupo Gilberto Huber do qual fazia parte. Em um de seus últimos projetos, a editora lançou em 2001 a Coleção Páginas Amarelas, composta de edições de bolso (a R$ 01,00 cada) de clássicos da literatura brasileira e obras de referência.

## Autores publicados
Uma lista incompleta:
- Angelo Oswaldo de Araújo Santos
- Antônio Paim[4]
- Arnaldo Niskier
- Arthur C. Clarke
- Autran Dourado
- Ayn Rand
- Evan Hunter[5]
- Isaac Asimov
- Jay Gilbert
- Jean-Jacques Servan-Schreiber
- John Le Carré
- Leon Eliachar[6]
- Mario Puzo
- Ofélia Fontes[7]
- Ziraldo